# Észak-anatóliai-hegység
A Pontuszi-hegység vagy Észak-anatóliai-hegység (törökül Kuzey Karadeniz Dağları, vagyis Észak-fekete-tengeri hegység) egy kettős ívű hegyvonulat a Fekete-tenger délkeleti partja mentén, Törökország északi részén, és egészen Örményországig nyúlik. Ma használatos egyik nevét az ókori Pontoszról kapta, melynek egykori területén húzódik, másik neve a földrajzi helyzetéből következik. Legmagasabb pontja a Kaçkar-hegy, 3932 méterrel. Főként fenyőerdő borítja, keleti részein a kaukázusi vegyes erdőkbe megy át. Déli részén húzódik az Anatóliai-fennsík.
Az Észak-anatóliai-hegység egy keskeny partsáv után, szinte közvetlenül a Fekete-tenger délkeleti partjaiból emelkedik ki. A Variszkuszi-hegységrendszer tagja. Nyugat-keleti vonulatai keletre haladva kissé emelkednek. Az Ankarai-fennsík felőli 2500 méteres magasság a keleti részen bőven 3000 méter fölé magasodik. Folyói szintén kelet-nyugati irányúak, néhány közülük keskeny szorosokon tör át a Fekete-tenger felé.
Északi lejtői meredekek és csapadékosak, gyümölcstermesztésre alkalmasak. Hagyományos termékei a mogyoró, tea, dohány és olajbogyó (olívabogyó), a 20. században cseresznye és citrusfélék honosítására is sor került. Magasabb régióiban kiváló legelők találhatók. Egykori vulkanizmusának köszönhetően gazdag színesfémek érceiben. Sok helyen található kőszén is.
Déli lejtőin kevés a csapadék, az erdők ritkásabbak, sztyeppi jellegű a táj. Ez a térség ritkán lakott, az itt élő népesség a folyóvölgyekre koncentrálódik.
Élővilága változatos hegyvidéki élőhelyet mutat. Madarai közül a kaukázusi nyírfajd, az örvös rigó, a vöröshomlokú csicsörke és a hajnalmadár kiemelkedő jelentőségű.

## Történelme
A térség az emberiség ókori történetének kiemelkedően jelentős helyszíne. A Hettita Birodalom északi peremvidékét alkotta, első ismert népei a kaskák és a hajok. Az utóbbiak a ma is a közelben élő örmények közvetlen ősei.

## Részei
- Köroğlu-hegység
- Ilgaz-hegység
- Küre-hegység
- Canik-hegység
- Köse-hegység
- Giresun-hegység
- Mescit-hegy
- Yalnızçam-hegység
- Tecer-hegység
- Mercan-hegység
- Kelet-fekete-tengeri hegység (Doğu Karadeniz Dağları)
- Allahuekber-hegység